# Saint-Pierre-les-Étieux
Saint-Pierre-les-Étieux település Franciaországban, Cher megyében. Lakosainak száma 744 fő (2022. január 1.). Saint-Pierre-les-Étieux Arpheuilles, Charenton-du-Cher, Colombiers, Coust és Saint-Amand-Montrond községekkel határos.

## Népesség
A település népessége az elmúlt években az alábbi módon változott:
| Lakosok száma | 833  | 636  | 759  | 728  | 717  | 700  | 711  | 742  | 742  | 744  |
|               | 1968 | 1982 | 1990 | 2006 | 2013 | 2015 | 2017 | 2019 | 2020 | 2022 |